# Villa Faraldi
Villa Faraldi (en ligur Vìlla Faródi) és un comune italià, situat a la regió de la Ligúria i a la província d'Imperia. El 2015 tenia 444 habitants.

## Geografia
Té una superfície de 9,52 km² i les frazioni de Deglio Faraldi, Riva Faraldi, Tovetto i Tovo Faraldi. Limita amb Andora, Diano San Pietro, San Bartolomeo al Mare, Stellanello.

## Evolució demogràfica
| Gràfica d'evolució de Villa Faraldi entre 1861 i 2011 |
|                                                       |
| Font: ISTAT                                           |